# Зёссен
Зёссен (нем. Sössen) — деревня в Германии, в земле Саксония-Анхальт. Входит в состав города Лютцен района Вайсенфельс.
Население составляет 236 человек (на 31 декабря 2006 года). Занимает площадь 3,41 км².

## История
Деревня Зёссен впервые упоминается в 1277 году.
До 31 декабря 2010 года имела статус общины (коммуны). Помимо Зёссена в состав общины входили деревни Гостау и Штёсвиц. 1 января 2011 года община Зёссен вошла в состав города Лютцен.